# パークプレイス大分
パークプレイス大分（パークプレイスおおいた）は、大分県大分市公園通りにある複合商業施設である。2002年（平成14年）4月25日に開業した。
福岡地所の関連会社の株式会社エフ・ジェイ エンターテインメントワークスが管理・運営している。大分県内で最大で、日本全国でも有数の規模の商業施設である。

## 概要
イオンパークプレイス大分店（旧ジャスコ）を核店舗としており、「ガーデンウォーク」、「サニーウォーク」、「マグノリアコート」、「シャングリラ」等のゾーンに分かれており、シネマコンプレックス「T・ジョイパークプレイス大分」等のアミューズメント施設、ファッション、生活雑貨、飲食、サービス等の専門店が出店している。近隣には大分トリニータのホームグラウンドレゾナックドーム大分を擁する大分スポーツ公園もある。

## 沿革
- 2002年（平成14年）4月25日 - 開業[4]。
- 2005年（平成17年）4月23日 - 第2期増床部分（シャングリラ）開業[4]。
- 2008年（平成20年）4月25日 - 第3期増床部分（マグノリアコート）開業[4][6]。
- 2010年（平成22年）4月 - 社団法人日本ショッピングセンター協会による第4回日本SC大賞で銀賞に選定される[7]。
- 2011年（平成23年） - 2月から8月までの期間限定で、東急ハンズが「トラックマーケット」を出店[8][9]。
- 2012年（平成24年）6月30日 - 観覧車跡地に2階建ての商業施設が開業[10][4]。
- 2013年（平成25年）9月7日 - 建物内にイノシシが侵入し利用客3人が軽傷を負う事故が発生した[11]。
- 2014年（平成26年）
  - 4月18日 -  鉄骨造2階建て、延床面積6,312m2の新棟を増床し、H&MやZARA等、14店舗が新規オープンすると同時に、Right-onやミスタードーナツ等、15店舗がリニューアルオープン[12]。またこの新棟には、大分県内初進出となるH&M及びZARA、大分県内最大となるユニクロが出店した[12][13]。
  - 6月1日 - 延べ床面積約4,000m2のスポーツクラブNASパークプレイス大分が開業[14]。
- 2015年（平成27年）3月7日 - T・ジョイ パークプレイス大分がリニューアルオープン。
- 2019年（平成31年）3月10日 - 駐車場をリニューアル。

## 観覧車

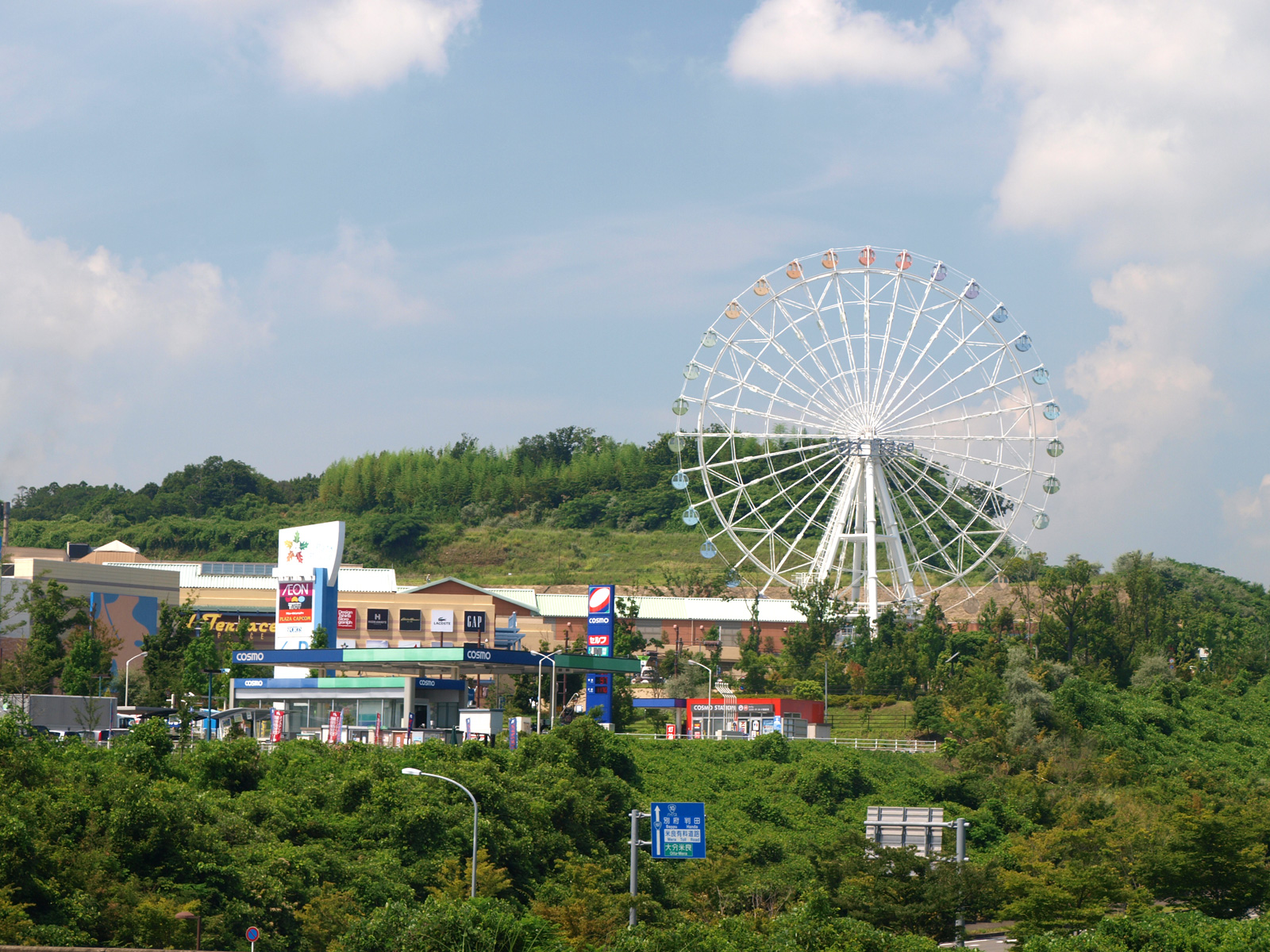
観覧車は2011年に撤去。
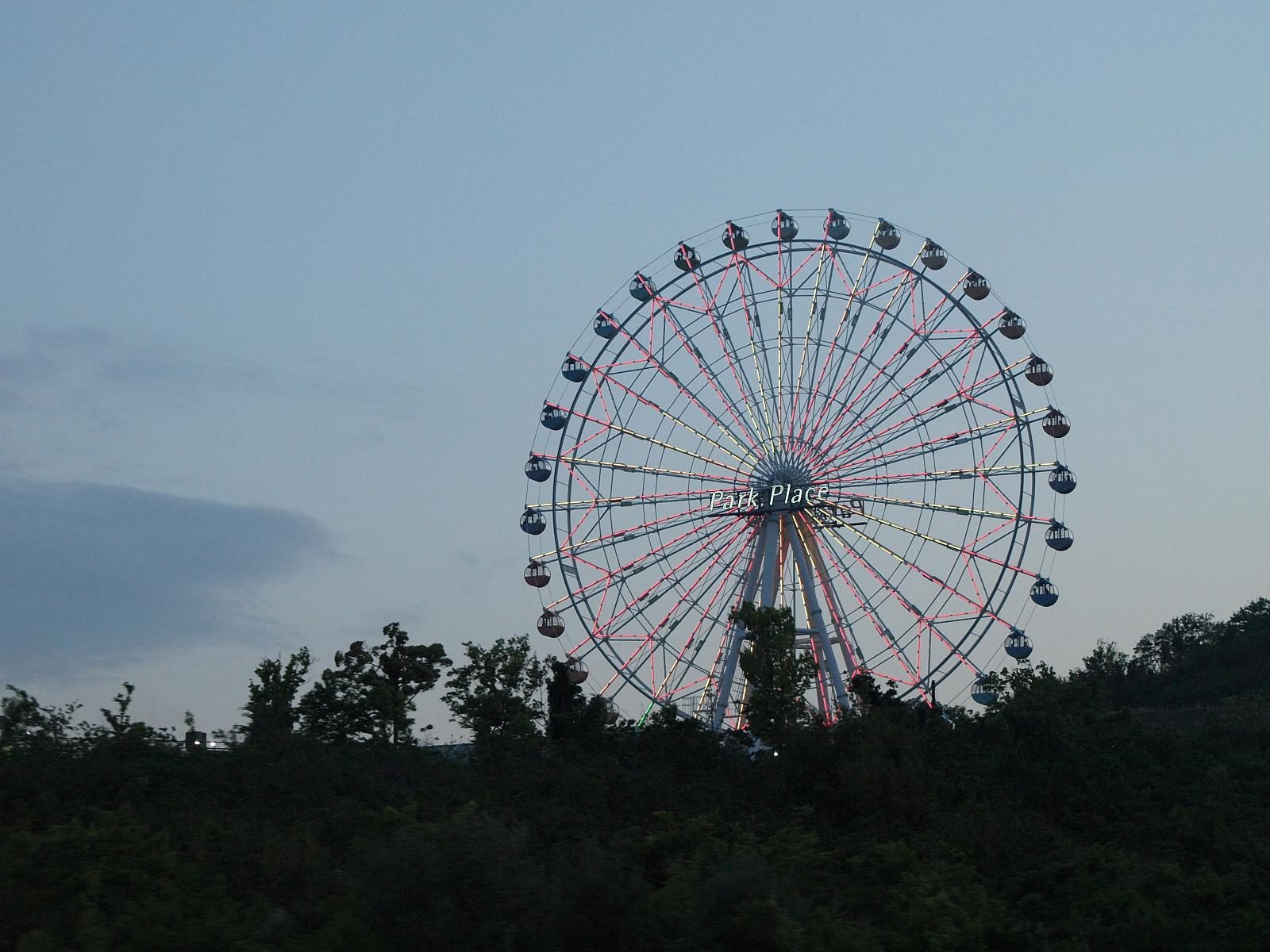
夕刻の観覧車。

かつては「丘の上の観覧車」と呼ばれる直径45m・高さ約50mの観覧車があった。この観覧車には、4人乗りゴンドラが32台設けられており、一周10分53秒であった。中央には「Park Place」の文字が掲げられてサインボードの役割も果たし、夜間はネオンサインを灯してライトアップされていた。
しかし、利用者が減少したため2007年5月からは通常営業を中止し、年間10回程度無料開放が行われていた。さらに、東日本大震災に伴う節電でネオンサインの点灯を中止。2011年5月20日から解体され、跡地には「シャングリラ」の一部として2012年6月30日に2階建ての商業施設がオープンした。

## 交通
- 車
  - 国道197号大分南バイパス沿い。大分駅から約20分。
  - 東九州自動車道 大分米良ICから約6分。
- バス（大分バス）
  - 中央通り3番乗り場からE30〜E32系統（米良バイパス経由）
  - 中央通り6番乗り場からD45、D46系統（萩原経由）又はD51、D52系統（高城経由）
  - 佐臼ライナー（空港アクセスバス）
大分空港行きは、パークプレイスから離れたところにある「パークプレイス下」停留所に、佐伯・臼杵行きは、パークプレイス内にある「パークプレイス大分」停留所に、それぞれ停車する。
  - パシフィックライナー（宮崎・延岡 - 大分・別府間を結ぶ高速バス）
1日6往復のうち3往復がパークプレイス内にある「パークプレイス大分」停留所に停車する。